# Masyaf (okrug)
Okrug Masyaf (ar. منطقة مصياف) je okrug u sirijskoj pokrajini Hama. Po popisu iz 2004. (prije rata), okrug je imao 169.341 stanovnika. Administrativno sjedište je u gradu Masyaf.

## Nahije
Okrug je podijeljen u nahije (broj stanovnika se odnosi na popis iz 2004.):
- Masyaf (ناحية مصياف): 68,184 stanovnika.[2]
- Jubb Ramlah (ناحية جب رملة): 39,814 stanovnika.[3]
- Awj (ناحية عوج): 33,344 stanovnika.[4]
- Ayn Halaqim (ناحية عين حلاقيم): 16,502 stanovnika.[5]
- Wadi al-Uyun (ناحية وادي العيون): 12,951 stanovnika.[6]